# Баї (кратер)

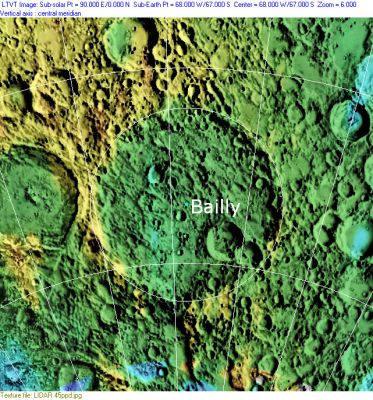
Карта висот (жовте — височини, синє — назовини)

Баї (лат. Bailly) — гігантський кратер на південно-західному краю видимого боку Місяця. Найбільший найменований кратер цього боку Місяця. Він порівнянний за площею з невеликим місячним морем і лежить на межі між звичайними кратерами та басейнами. Іноді його розглядають як басейн, іноді — ні.
Кратер названо на честь астронома й діяча Великої французької революції Жана-Сільвена Баї (1736−1793). Цю назву запропонував німецький астроном Йоганн Шретер, а 1935 року затвердив Міжнародний астрономічний союз.

## Опис кратера
Найближчими сусідами кратера Баї є кратери Хаузен на заході, Лежантіль на півдні й Кірхер на сході. Координати центру кратера — 66°49′ пд. ш. 68°54′ зх. д. / 66.82° пд. ш. 68.90° зх. д., діаметр — 300 км, глибина — 4,13 км.
Баї — древній кратер: він утворився в нектарському періоді. З того часу його сильно зруйнували метеоритні удари. Подекуди вал кратера втратив зовнішній схил і перетворився на пологий уступ. Західна частина внутрішнього схилу зберегла залишки терас. Дно чаші кратера не вкрите лавою, нерівне, всіяне численними невеликими хребтами й кратерами. Центральний пік відсутній. У південно-східній частині кратера розташовується великий кратер Баї B. Його, а також вал кратера Баї, частково перекриває кратер Баї A.
Через розташування біля лімба Місяця кратер важко спостерігати, і його видимість сильно залежить від лібрації. Найкращий час для його спостереження — поблизу повні, коли через нього проходить термінатор.

## Супутні кратери
Ці кратери, розташовані поряд із кратером Баї та всередині нього, названо його ім'ям із доданням великої латинської літери:
| Баї | Координати                                                | Діаметр, км |
| --- | --------------------------------------------------------- | ----------- |
| A   | 69°17′ пд. ш. 59°34′ зх. д. / 69.28° пд. ш. 59.57° зх. д. | 43          |
| B   | 68°44′ пд. ш. 63°15′ зх. д. / 68.74° пд. ш. 63.25° зх. д. | 62          |
| C   | 65°47′ пд. ш. 70°20′ зх. д. / 65.79° пд. ш. 70.34° зх. д. | 19          |
| D   | 65°15′ пд. ш. 72°23′ зх. д. / 65.25° пд. ш. 72.38° зх. д. | 27          |
| E   | 62°27′ пд. ш. 65°45′ зх. д. / 62.45° пд. ш. 65.75° зх. д. | 16          |
| F   | 67°28′ пд. ш. 69°35′ зх. д. / 67.46° пд. ш. 69.59° зх. д. | 17          |
| G   | 65°38′ пд. ш. 59°28′ зх. д. / 65.63° пд. ш. 59.47° зх. д. | 19          |
| H   | 63°34′ пд. ш. 62°35′ зх. д. / 63.57° пд. ш. 62.59° зх. д. | 13          |
| K   | 62°44′ пд. ш. 76°43′ зх. д. / 62.73° пд. ш. 76.71° зх. д. | 19          |
| L   | 60°43′ пд. ш. 71°08′ зх. д. / 60.71° пд. ш. 71.13° зх. д. | 21          |
| M   | 61°10′ пд. ш. 67°31′ зх. д. / 61.16° пд. ш. 67.51° зх. д. | 20          |
| N   | 60°32′ пд. ш. 63°41′ зх. д. / 60.53° пд. ш. 63.68° зх. д. | 11          |
| O   | 69°35′ пд. ш. 56°55′ зх. д. / 69.59° пд. ш. 56.92° зх. д. | 19          |
| P   | 59°34′ пд. ш. 60°40′ зх. д. / 59.57° пд. ш. 60.67° зх. д. | 14          |
| R   | 64°40′ пд. ш. 79°11′ зх. д. / 64.66° пд. ш. 79.18° зх. д. | 17          |
| T   | 66°29′ пд. ш. 73°50′ зх. д. / 66.49° пд. ш. 73.83° зх. д. | 19          |
| U   | 71°14′ пд. ш. 76°02′ зх. д. / 71.24° пд. ш. 76.03° зх. д. | 24          |
| V   | 71°55′ пд. ш. 81°27′ зх. д. / 71.91° пд. ш. 81.45° зх. д. | 32          |
| Y   | 61°02′ пд. ш. 65°36′ зх. д. / 61.04° пд. ш. 65.60° зх. д. | 14          |
| Z   | 60°13′ пд. ш. 65°52′ зх. д. / 60.22° пд. ш. 65.86° зх. д. | 13          |